# 톰 에버렛 스콧
톰 에버렛 스콧(Tom Everett Scott, 1970년 9월 7일 ~ )은 미국의 배우이다.

## 출연 작품
- 댓 싱 유 두
- 러브레터
- 라라랜드 - 데이빗 역
- 내가 죽기 전에 가장 듣고 싶은 말